# Saviour Darmanin
Saviour Darmanin (Pietà, 7 febbraio 1977) è un ex calciatore maltese, di ruolo portiere.

## Carriera

### Club
Ha giocato nella massima serie del campionato maltese con varie squadre.

### Nazionale
Con la Nazionale maltese ha giocato 6 partite dal 2002 al 2005.